# 弗雷德里克·罗格瓦尔
弗雷德里克·罗格瓦尔（1963年—）是一位瑞典裔美国历史学家，哈佛大学肯尼迪学院与文理学院教授，主要作品有《战争的余烬：法兰西殖民帝国的灭亡及美国对越南的干预》（Embers of War: The Fall of an Empire and the Making of America's Vietnam，获2013年的普利策历史奖和弗朗西斯·帕克曼奖）等。